# Dendraster vizcainoensis
Dendraster vizcainoensis är en sjöborreart som beskrevs av Grant och Leo George Hertlein 1938. Dendraster vizcainoensis ingår i släktet Dendraster och familjen Dendrasteridae. Inga underarter finns listade i Catalogue of Life.